# Paauilo
Paauilo – jednostka osadnicza w Stanach Zjednoczonych, w stanie Hawaje, w hrabstwie Hawaiʻi.